# Cotesia rufiventris
Cotesia rufiventris är en stekelart som först beskrevs av Charles Thomas Bingham 1906.  Cotesia rufiventris ingår i släktet Cotesia och familjen bracksteklar. Inga underarter finns listade i Catalogue of Life.